# Liubov Ianovska
Liubov Ianovska (nom amb patronímic: Любов Олександрівна Яновська, Liubov Oleksàndrivna Ianovska, transcrit en anglès Lyubov Yanovska, de naixement, Любов Щербачова, Liubov Sxerbatxova, poblet de Mykolàïvka, comarca de Borzna, Gubèrnia de Txerníhiv, Ucraïna, Imperi rus, 1861 – Kíiv, 1933) va ser una escriptora, activista i feminista ucraïnesa. Va escriure un centenar d'obres, entre relats breus, novel·les curtes, novel·les i obres de teatre, però la majoria van romandre inèdites durant la seva vida, i algunes inacabades.
Filla d'Oleksandr Sxerbatxov, un escriptor d'origen rus, i mare ucraïnesa, va néixer al nord-est d'Ucraïna. La tia de la seva mare estava casada amb l'escriptor i activista cultural ucraïnès Panteleimon Kulix. Els seus pares es van separar a causa de les tensions causades pels seus diferents orígens ètnics, i en especial pels punts de vista sobre els idiomes i la cultura.
El 1881, la Liubov Sxerbatxova es va casar amb en Vassil Ianovskyi, un intel·lectual ucraïnès, i es va formar en la cultura, la literatura i la història d'Ucraïna. El seu primer relat es va publicar el 1897. També va escriure novel·les i obres de teatre.
El 1905, la Ianovska es va traslladar a Kíiv, on es va implicar en els cercles literaris i el moviment de dones. Després de 1916, ja no va poder escriure a causa de problemes de salut agreujats pel seu treball d'ajuda a dones i nens abandonats en la pobresa degut a la Primera Guerra Mundial. Va patir un ictus paralític el 1923 i va morir deu anys després.
Algunes de les seves obres apareixen en traducció anglesa a les antologies In the Dark of the Night (selecció d'obres de Dniprova Txaika i Liubov Ianovska, 1998) i Warm the Children, O Sun (antologia de diversos autors, 1998).
La seva filla era Valentyna Radzymovska, fisiòloga i bioquímica ucraïnesa.